# Magnesiumsilikat (syntetisk)
Syntetiska magnesiumsilikater är vita, luktfria, finfördelade pulver som bildats genom en utfällningsreaktion av vattenlösligt natriumsilikat och ett vattenlösligt magnesiumsalt, såsom magnesiumklorid, magnesiumnitrat eller magnesiumsulfat. Utfällningens sammansättning beror på förhållandet mellan komponenterna i reaktionsmediet, tillsatserna av korrigerande ämnen och det sätt på vilket utfällningen sker. 
Molekylformeln skrivs vanligen som MgO: XSiO2, där X betecknar det genomsnittliga molförhållandet SiO2 till MgO. Produkten är hydratiserad och formeln skrivs ibland som MgO: XSiO2 • H2O för att visa hydratvattnet. 

## Egenskaper
Till skillnad från naturliga magnesiumsilikater vilka är kristallina, är syntetiska magnesiumsilikater amorfa. Syntetiska magnesiumsilikater är olösliga i vatten eller alkohol. Partiklarna är vanligtvis porösa och deras BET-area kan variera från mindre än 100 m2/g till flera hundra m2/g.